# سیلوانو برسادولا
سیلوانو برسادولا (انگلیسی: Silvano Bresadola; ۱۵ ژوئن ۱۹۰۶ – ۲۰۰۲ (۹۵−۹۶ سال)) بازیکن فوتبال اهل ایتالیا بود.
از باشگاه‌هایی که در آن بازی کرده‌است می‌توان به باشگاه فوتبال اینتر میلان اشاره کرد.